# Rue Barrault
Pour les articles homonymes, voir Barrault.
La rue Barrault est une voie située dans le quartier de la Maison-Blanche du 13e arrondissement de Paris.

## Situation et accès
La rue Barrault commence boulevard Auguste-Blanqui et se termine place de Rungis après avoir gravi puis descendu les pentes de la colline de la Butte-aux-Cailles.

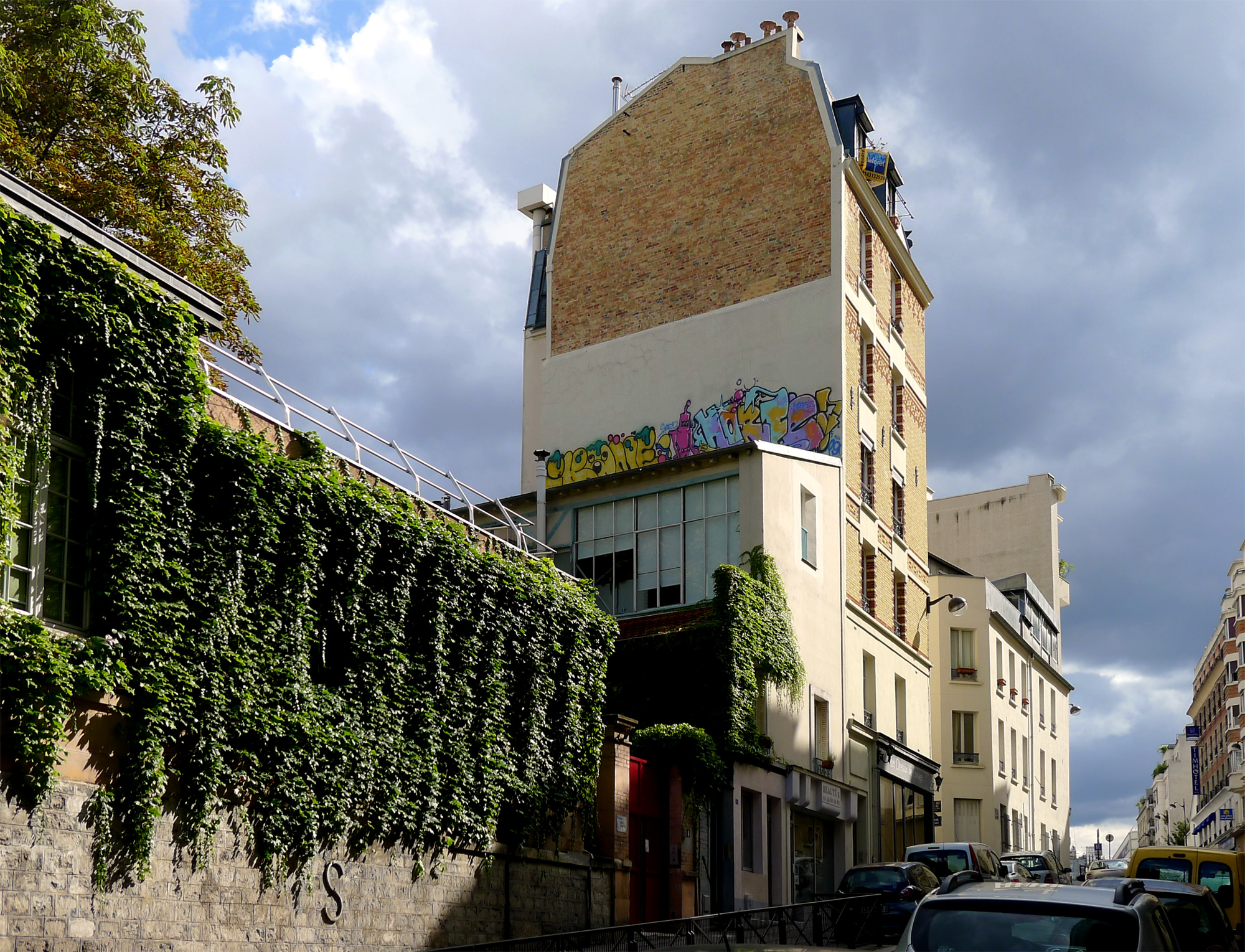
Le début de la rue.
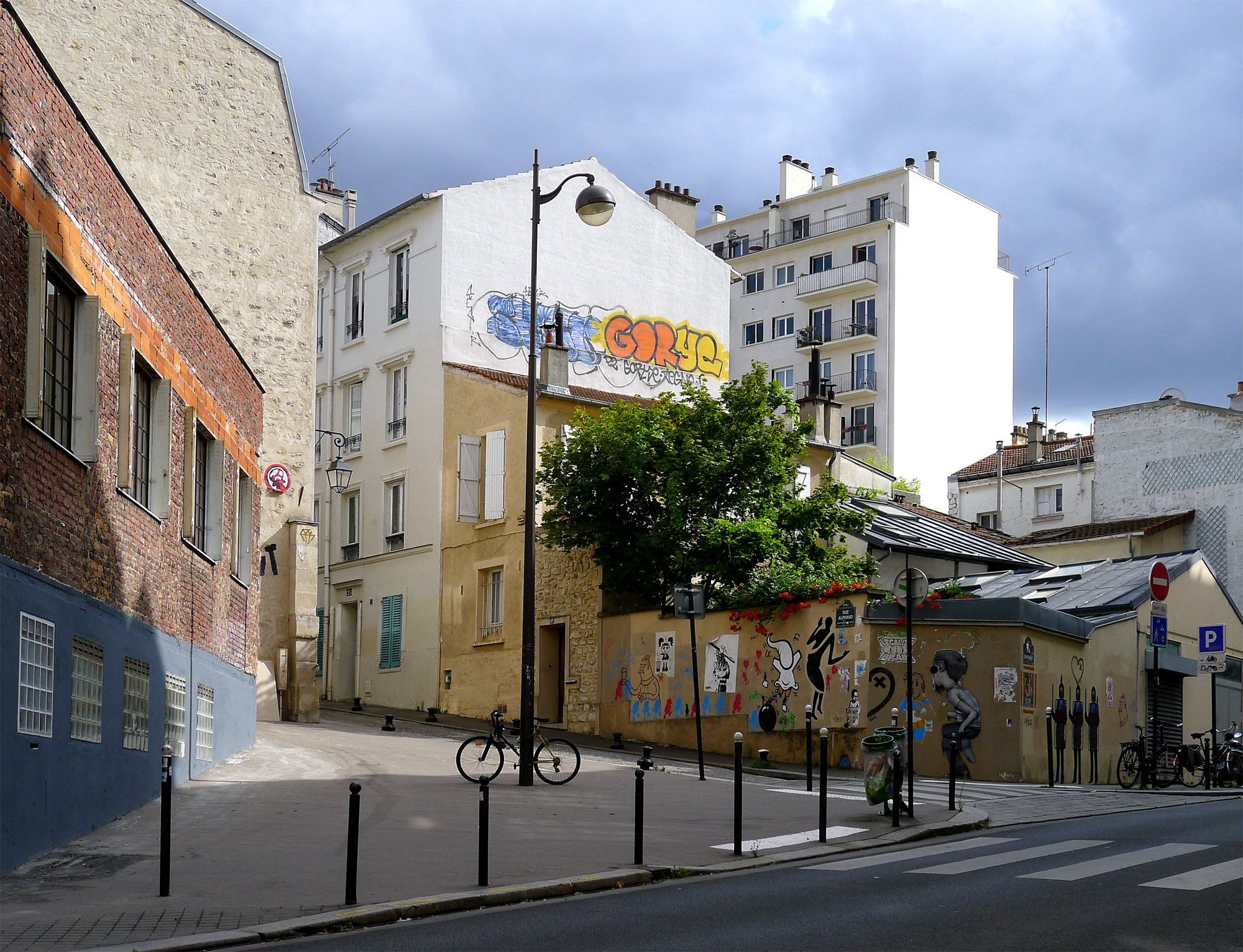
Les contreforts de la Butte-aux-Cailles au niveau du carrefour avec la rue Alphand.

La rue Barrault est desservie à proximité par la ligne 6 à la station Corvisart.

## Origine du nom
Cette rue fait référence au nom d'un propriétaire des terrains.

## Historique

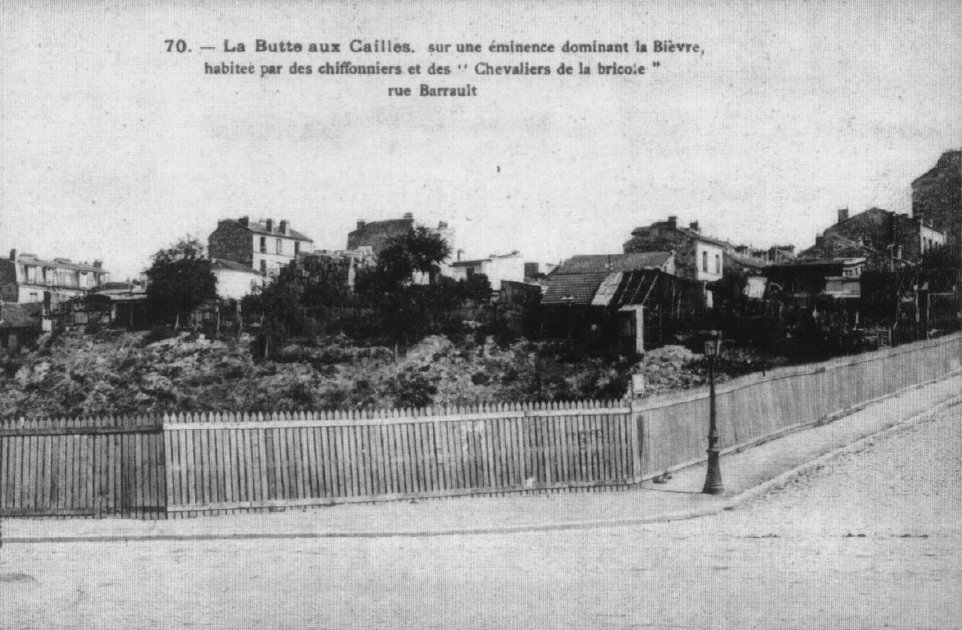
Vue de la Butte-aux-Cailles depuis la rue Barrault.

En 1720, un chemin préexistant à la rue, est nommé « chemin des trous de terre ».
Cette rue a été ouverte en deux phases : l'impasse Croulebarbe, située sur la commune de Gentilly, est incorporée à Paris en 1863. 
Cette même année, elle est absorbée par l'ouverture de la ruelle Barrault, entre le boulevard d'Italie et la rue de la Providence, puis elle est alignée et nivelée en 1876.
Le 21 mars 1876 marque le début de l’ouverture de la seconde partie entre les rues de la Providence et de la Fontaine-à-Mulard, jusqu'à l'actuelle place de Rungis.

Création de la rue entre 1730 et 1891
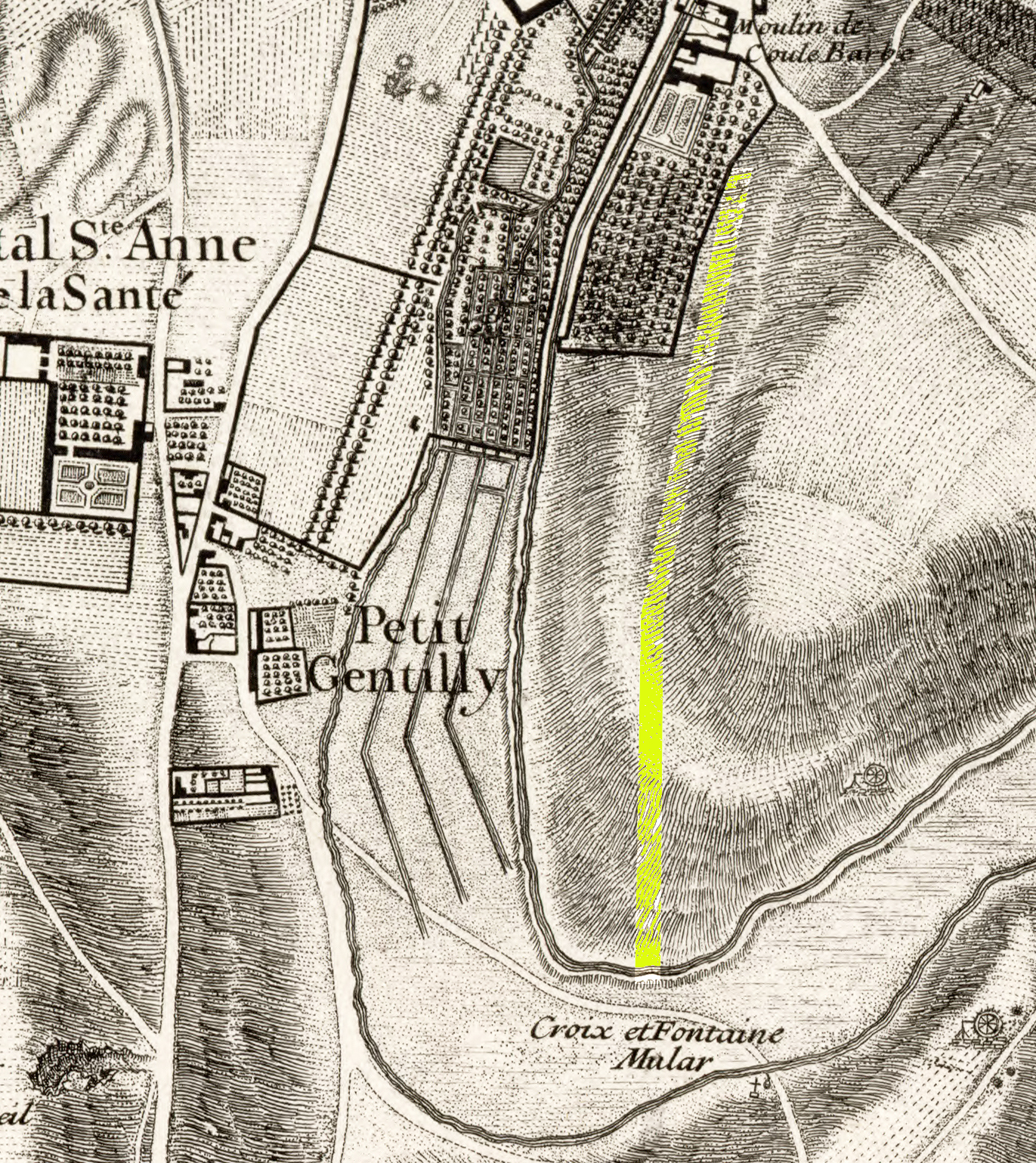
Le tracé de la future rue Barrault (en jaune) en 1730 sur le plan de Roussel.
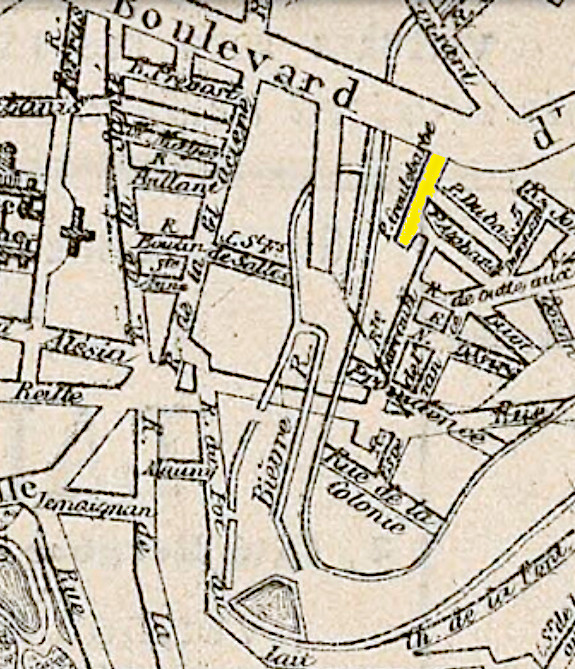
Le début de la rue, alors appelé impasse Croulebarbe (en jaune), en 1878 sur le plan de Martin.
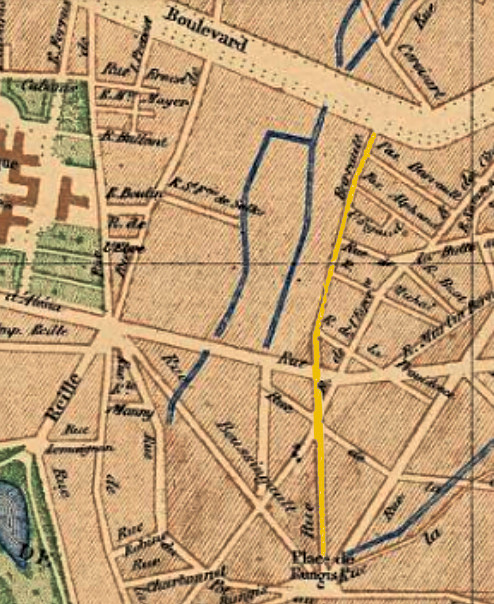
La rue Barrault terminée (en jaune) en 1891 sur le plan de Barrère.

Cette voie est comprise dans la zone des anciennes carrières.

## Bâtiments remarquables et lieux de mémoire
- Télécom Paris (anciennement École nationale supérieure des télécommunications), fondée en 1878, a occupé ses locaux au no 46 de la rue Barrault de 1934 à 2019, avant son déménagement sur le plateau de Saclay.
- Les éditions Le Dilettante ont été fondées en 1972 dans la librairie homonyme installée dans la rue.
- No 1 : ancienne mégisserie (les lattes de bois mobiles pour le séchage des peaux ont été supprimées)[3].
- No 7 : passage Barrault, passage pavé en pente, bordé de maisons de ville et de pavillons avec jardinets.
- No 15 : Jeanne Socquet (1928-2024), artiste peintre, y vécut.
- No 22 : ensemble immobilier de la Petite Russie, datant de 1912.
- No 67 : résidence Barrault-Colonie par Roger Anger & Pierre Puccinelli. Sa volumétrie en façade et son côté précurseur en font un bâtiment architectural d'exception[4].
- No 87 : maison de ville en meulière.
- No 91 : immeuble en brique non daté (vers 1910) d'Henri Preslier[réf. nécessaire].
- Nos 92-96 : le lycée Lazare-Ponticelli, lycée professionnel[5] portant le nom de Lazare Ponticelli (1897-2008).

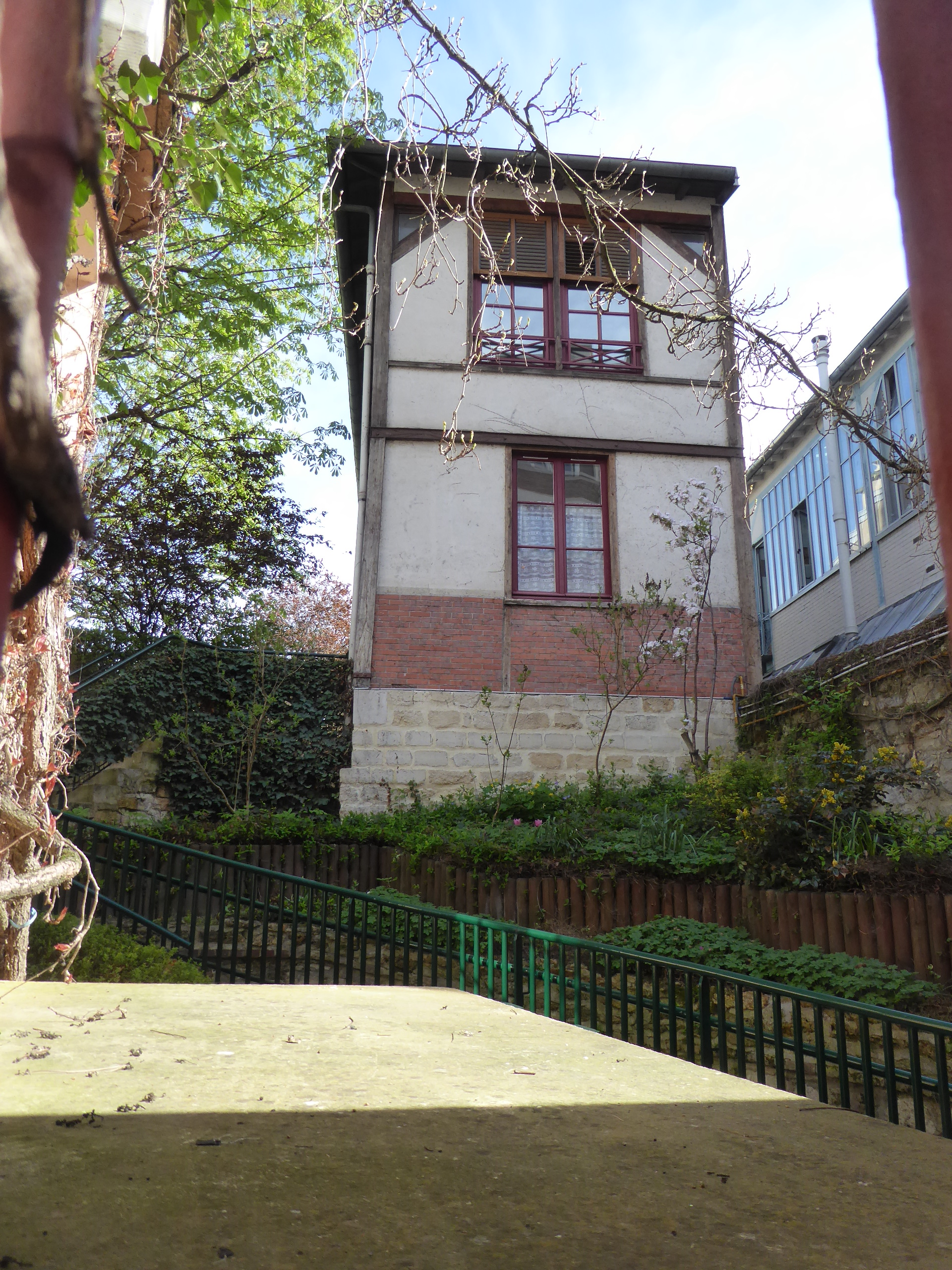
N°1 : ancienne mégisserie.
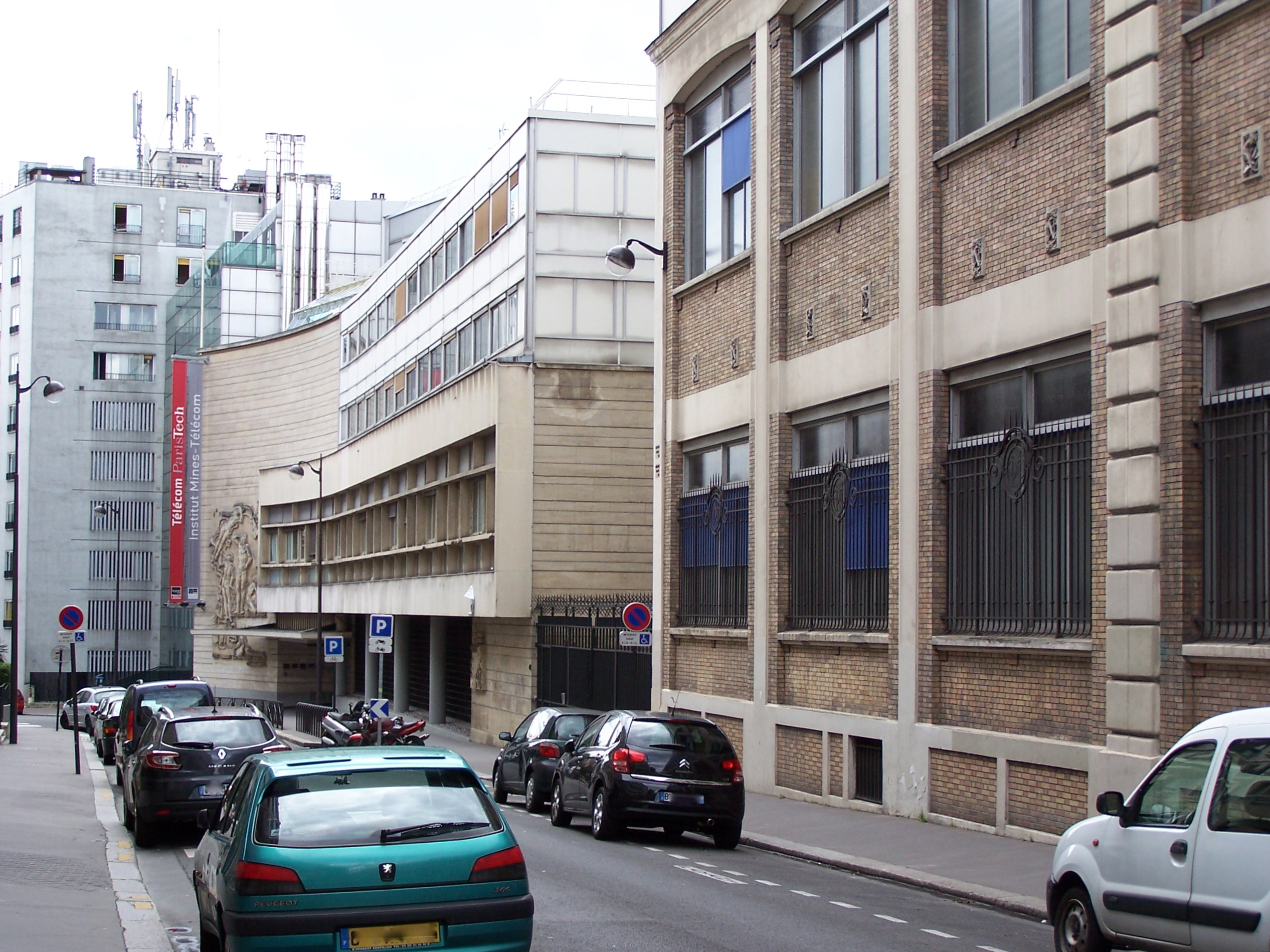
N°46 : les anciens locaux de Télécom Paris.
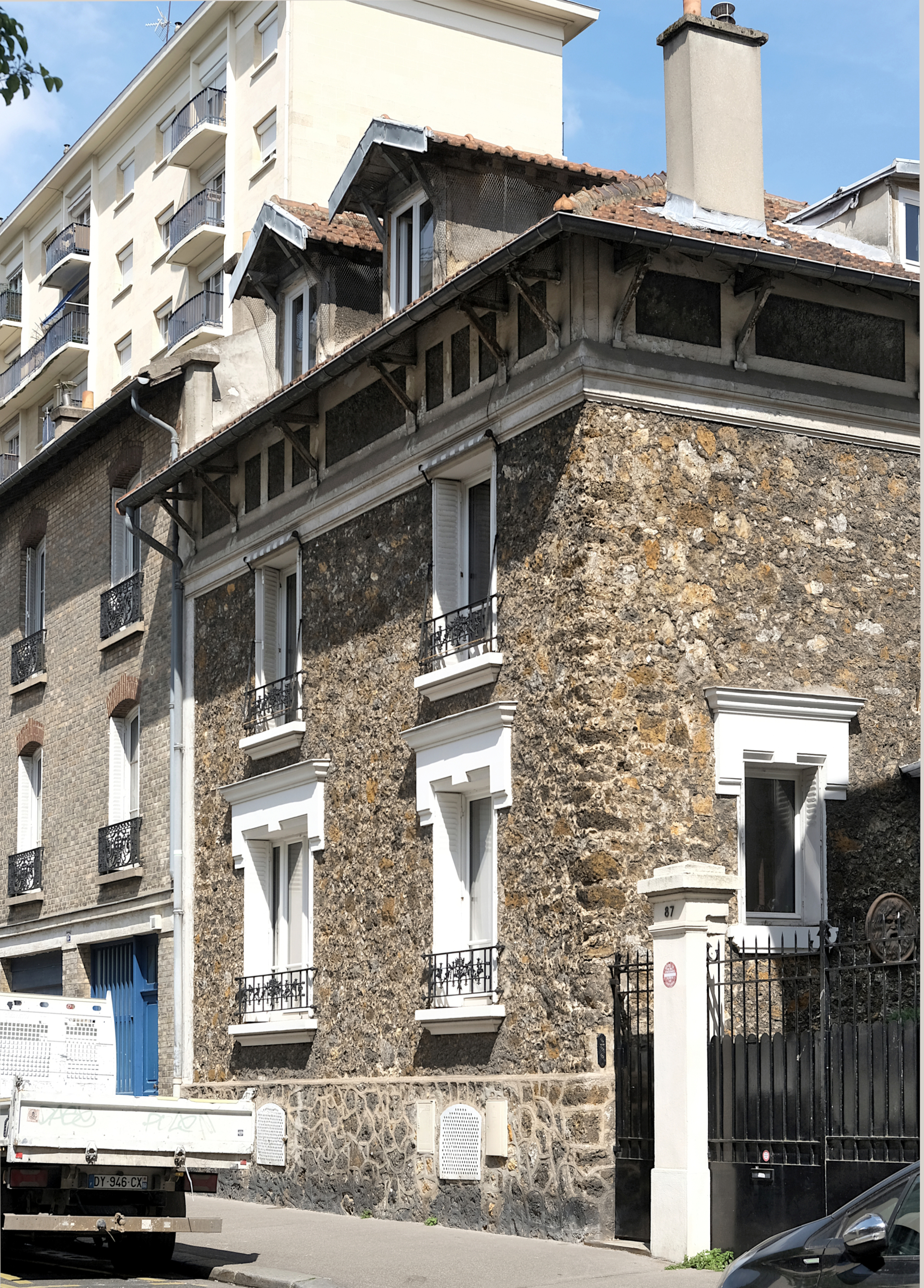
N°87 : maison de ville.